# 李愛情
李愛靜（韓語：이애정，1987年3月17日—2007年9月6日），是南韓一位童星出身的女演員。1999年透過EBS兒童劇「小王子」的面試而加入娛樂圈。2000年在KBS連續劇《秋日童話》中飾演第二女主角崔芯愛（韓彩英飾）的童年而成名。
2006年入讀首爾的漢陽大學戲劇電影學系，但在同年7月因為頭痛入院檢查，發現患上顱內腫瘤（一種腦癌），當時她在網誌上曾記下「我快要搬到天國住了」。在兩度手術之後，最後在2007年9月6日病逝，得年20歲。
由於李愛靜在知道病情後，叮囑記者不要公布她的病情，使她能在公眾留下歡樂形象，所以大眾對她的死訊感到十分愕然。李愛靜的喪禮以基督教儀式舉行，《秋日童話》的監製尹錫湖及一同演出的文瑾瑩，還連同60萬網友出席。

## 作品列表
- EBS兒童歷史劇：JUMP（2006年）
- 《朱蒙》（2006年）飾 英蒲王子下屬
- 《秋日童話》（2000年）
- 《首爾探戈》
- 《KAIST》（1999年）
- 《帝王之路》（1998年）饰 世孙嫔（後來的孝懿王后金氏）

## 外部連結
- 北京新浪網：《藍色生死戀》李愛靜去世 文根英出席祭奠
- 韓國SportsToday：故 이애정 사망, 60만 네티즌-문근영-윤석호 감독 등 직간접적으로 조문!
- 파란 ∽ 엠박스: 연예인 | 가을동화 아역 이애정, 뇌종양으로 사망[永久]
- PopSeoul: Rest in peace Lee Ae-jung